# Ascalaphodes canifrons
Ascalaphodes canifrons är en insektsart som först beskrevs av John Obadiah Westwood 1847.  Ascalaphodes canifrons ingår i släktet Ascalaphodes och familjen fjärilsländor. Inga underarter finns listade i Catalogue of Life.